# La Rose pourpre du Caire
Pour plus de détails, voir Fiche technique et Distribution.
La Rose pourpre du Caire (The Purple Rose of Cairo) est un film américain de Woody Allen de 1985.

## Synopsis
Dans les années 1930 aux États-Unis, pendant la Grande Dépression, une jeune serveuse de brasserie, Cecilia, vit avec un mari chômeur, alcoolique, tire-au-flanc, joueur, coureur de filles et brutal. Elle se console en passant ses soirées au cinéma, sa grande passion.
Un jour où elle revoit, pour la cinquième fois, le même film au Jewel Palace, un incident extraordinaire se produit : l'un des personnages de La Rose pourpre du Caire, le séduisant explorateur Tom Baxter, l'interpelle dans la salle. Il sort de l'écran, passe du film en noir et blanc au monde en couleurs et l'entraîne dans une aventure aux rebondissements imprévus.
À l'écran, c'est la panique : les autres personnages du film ne savent plus que faire, l'intrigue habituelle ne suivant plus son cours. Ils échangent des propos acerbes entre eux et avec les spectateurs, furieux. Les producteurs du film, alertés, paient la presse pour acheter son silence. Ils apprennent que d'autres Tom Baxter dans d'autres salles de cinéma ont tenté de sortir ; un autre a oublié son texte pendant la projection.
Affolés, les producteurs dépêchent sur les lieux de l'évasion Gil Shepherd, l'acteur qui interprète Tom Baxter, pour tenter de rattraper le fuyard. Il y parvient, non sans avoir au passage séduit à son tour la pauvre Cecilia, qui ne sait plus à quel rêve se vouer. Cecilia suit finalement Gil qui lui propose de venir avec lui à Hollywood. Elle annonce à Baxter, dépité, son choix, arguant qu'il ne représente pas la vie réelle malgré son attirance pour lui. Baxter retourne dans l'écran pour de bon, au grand soulagement des autres personnages. Quand Cecilia revient après avoir été chercher ses affaires, elle apprend que Gil est parti sans elle, avec la direction de son studio. 
Dans l'avion du retour, Gil éprouve quelques remords d'avoir laissé Cecilia derrière lui, sans changer d'avis. Effondrée, Cecilia, restée dans la salle de cinéma, regarde Le Danseur du dessus (Top Hat) avec Ginger Rogers et Fred Astaire.

## Fiche technique
- Titre : La Rose pourpre du Caire
- Titre original : The Purple Rose of Cairo
- Réalisation : Woody Allen
- Scénario : Woody Allen, inspiré de la pièce Six personnages en quête d'auteur de Luigi Pirandello
- Musique : Dick Hyman
- Photographie : Gordon Willis
- Production : Robert Greenhut
- Format :  couleurs (Deluxe) et noir et blanc - 1,85:1 - 35 mm
- Genre : comédie romantique, fantastique
- Durée : 85 minutes
- Budget : 15 000 000 $ (estimation)
- Date de sortie :
  - États-Unis : 1er mars 1985
  - France : 29 mai 1985

## Distribution
- Mia Farrow (VF : Josiane Stoléru) : Cecilia, serveuse de brasserie et fidèle spectatrice du cinéma Jewel
- Jeff Daniels (VF : Patrick Poivey) : Tom Baxter / Gil Shepherd
- Danny Aiello (VF : Serge Sauvion) : Monk, le mari chômeur de Cecilia
- Irving Metzman (VF : Roger Lumont) : le directeur du cinéma
- Stephanie Farrow (VF : Sylvie Feit) : la sœur de Cecilia, serveuse dans la même brasserie
- David Kieserman (VF : Jacques Marin) : le patron du restaurant où travaille Cecilia
- Edward Herrmann (VF : Claude Giraud) : Henry
- John Wood (VF : Roger Crouzet) : Jason
- Deborah Rush (VF : Francine Lainé) : Rita, la chanteuse du Copacabana
- Van Johnson (VF : Jacques Deschamps) : Larry
- Zoe Caldwell (VF : Régine Blaess) : la comtesse
- Eugene Anthony (VF : Mario Santini) : Arturo
- Ebb Miller (VF : Serge Lhorca) : le chef d'orchestre
- Karen Akers (VF : Annie Balestra) : Kitty Haynes, la chanteuse
- Annie Joe Edwards (VF : Maik Darah) : Delilah
- Milo O'Shea (VF : Michel Gudin) : le père Donnelly
- Peter McRobbie (VF : Dominique Collignon-Maurin) : le communiste
- Camille Saviola : Olga, la femme avec Monk, « acrobate »
- Juliana Donald (VF : Isabelle Ganz) : l'ouvreuse
- Dianne Wiest (VF : Françoise Dorner) : Emma, la patronne du bordel
- Helen Hanft : une spectatrice
- George Martin : un spectateur
- Robert Trebor : un reporter
- Alexander Cohen (VF : Jean-Claude Michel) : Raoul Hirsch, le producteur
- Raymond Serra (VF : Albert Augier) : un cadre d'Hollywood
- George J. Manos (VF : Henri Djanik) : l'attaché de presse
- Sydney Blake (VF : Claude Chantal) : la journaliste
- Michael Tucker (VF : Daniel Gall) : l'agent de Gil
- Glenne Headley (VF : Jeanine Forney) : une prostituée.

## Distinctions

### Récompenses
- 1985 : BAFTA du meilleur film et du meilleur scénario.
- 1985 : NYFCC Award du meilleur scénario.
- 1985 : Prix Léon Moussinac.
- 1986 : César du meilleur film étranger.
- 1986 : Bodil du meilleur film non européen.
- 1986 : BSFC Award du meilleur scénario.
- 1986 : Prix FIPRESCI du Festival de Cannes.
- 1987 : Prix Mainichi du meilleur film en langue étrangère.

### Nominations
- 1985 : nominations au BAFTA de la meilleure actrice (pour Mia Farrow) et des meilleurs effets spéciaux.
- 1985 : nominations au Golden Globe Award du meilleur film, du meilleur acteur (pour Jeff Daniels) et de la meilleure actrice (pour Mia Farrow).
- 1986 : nomination à l'Oscar du meilleur scénario original.
- 1986 : nominations au Saturn Award du meilleur film fantastique, du meilleur réalisateur, du meilleur scénario et de la meilleure actrice (pour Mia Farrow).

## Autour du film
- Woody Allen a souvent déclaré qu'il s'agissait de son film favori.
- Michael Keaton est le premier à avoir été approché pour jouer le rôle de Tom Baxter. Woody Allen lui a finalement préféré Jeff Daniels.
- Jeff Daniels a plus tard ouvert une salle de théâtre à Chelsea, Michigan, qu'il a baptisée The Purple Rose.
- Le tournage a eu lieu du 5 novembre 1983 à février 1984.
- Le cinéma du film est le « Kent Theater » sur Coney Island Avenue, Brooklyn, dans le quartier d'enfance de Woody. La salle dans lequel Cecilia (Mia Farrow) voit régulièrement The Purple Rose of Cairo est précisément la salle no 2 du cinéma[2].
- Les scènes du parc d'attractions ont été tournées au parc Bertrand Island de Mount Arlington dans le New Jersey.
- Lors d'une interview, Woody Allen, à qui était demandé la raison pour laquelle il n'avait pas fait de fin heureuse, a répondu : « C'est une fin heureuse ».
- Viggo Mortensen a joué un petit rôle dans le film mais sa scène a finalement été coupée au montage.
- Lorsque Cecilia joue du ukulélé, elle est doublée par Cynthia Sayer.
- Le film a été 22e au box-office France 1985 avec 1 800 960 entrées.